# 三一三反日运动
三一三反日运动，亦称3·13反日运动，是1919年3月13日发生在中國吉林龙井地区的朝鲜族民众声讨日本入侵延边，声援朝鲜半岛“三一运动”的大规模反日集会游行运动。“3·13”反日运动是延边地区第一次大规模的群众反日斗争，在中国东北地区掀起了群众反日斗争的高潮。:120

## 背景
龙井位于以图们江为界与朝鲜为邻的瑞甸盆地海兰江和六道河口交汇处，过去和现在都是朝鲜族聚居中心。龙井与海外反日斗争据点俄罗斯滨海边疆区近在咫尺，许多反日义士当时在龙井聚集共商反日大计。当时位于龙井东山的英国租界地“英国岗”是日本管不着的特殊地区。那里设有英系加拿大宣教部、圣经学院、济昌医院、恩真中学、明信女子中学，是朝鲜反日人士的据点。:120
1906年，李相卨在龙井创办“瑞甸书塾”，倡导新学，进行反日民族救国教育，将书塾作为培养反日军事人才的基地。“瑞甸书塾”后因李相卨作为朝鲜高宗的密使被派往海牙而停办。但在其新学思想的影响下，金跃渊在1908年将其早年所建的旧书塾“圭岩斋”，改办成培养反日救国人才的“明东学校”。龙井周边也开始出现了正东学校、昌东学校、光成学校等许多新式朝鲜学校。:120
1909年开始，龙井地区出现了青年亲睦会、大同协信会、基督教友会、铁血光复会、断指同盟、青年猛虎团、星之国、民声报等30多个以宣传反日思想为宗旨的思想团体，为3·13反日运动提供了思想和群众基础。:120

## 经过

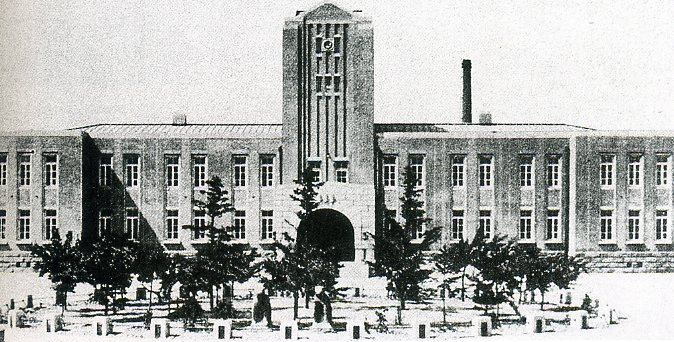
满洲国时期日本驻间岛总领事馆

1919年3月1日，朝鲜半岛爆发“三一运动”后，延边各地近3万朝鲜民众于3月13日聚集在龙井瑞甸草地举行声势浩大的反日独立运动，声讨日本入侵延边，声援“三一运动”。延吉教区牧士金永学在大会上宣读了延边反日民众运动领袖明东学校校长金跃渊和郑在勉等人签署的以延边全体朝鲜人名义起草的“独立宣言布告文”。宣读过程中，与会的群众高呼“大韩独立万岁！”“打倒日本帝国主义！”等口号。:121
大会结束后，与会群众举行了示威游行，明东学校和正东学校300余名师生带领游行队伍高举“正义仁道”、“大韩独立万岁”的标语和太极旗，高呼口号，向间岛日本总领馆行进。在间岛日本总领馆西门附近，游行队伍遭东北军阀孟富德团数十名军人和日本便衣警察拦截。愤怒的游行队伍冲向他们，孟富德遂下令向群众开枪，19名示威者殉难，48人受伤，94人被逮捕。:121

## 影响
3·13反日群众斗争虽然被日本和反动封建军阀镇压，但其反日斗争精神很快扩散到延边和东北三省各地。3月14日至5月1日期间，中国东北地区的15个县的朝鲜群众举行了累计73次反日集会游行，参加群众人数累计超过10万余人，鼓舞了各民族的反日斗争信心，为抗日斗争打下基础。:124
1920年1月4日，铁血光复团成员尹俊熙、韩相镐、崔凤卨、林国桢、金俊、朴雄世6人在大砬子（今龙井市智新乡胜地村东良里道口）伏击了朝鲜银行会宁支行运往中国龙井银行派出所的吉会铁路建筑资金运送队，夺取15万日元。事后，尹俊熙、韩相镐、崔凤卨、林国桢逃到俄罗斯海参崴。林国桢原打算通过他的一个朋友购买抗日军火，不料他的朋友已經归顺於日本。林国桢、尹俊熙、韩相镐因被其告发而被逮捕后被日本警察绞死，只有崔凤卨一人成功脱逃，所截获的12.8万日元也被日本军警夺走。:125
1920年6月，洪范图等反日将领在汪清县一举武装消灭了100余名日军，打响了朝鲜群众武装反日的第一枪。事后，日军对延边朝鲜族人民发动了惨无人道的“庚申年大讨伐”，3600名无辜朝鲜族百姓被屠杀，3500多座民宅、95所学校、19座教堂和近5万斤的粮食被烧毁。同年10月21日至26日，洪范图、金佐镇率领反日独立军在和龙县三道沟青山里白云坪开展了“青山里战役”，杀伤日军3300余名，落败的日军疯狂反扑，围剿朝鲜族村落，实行“三光政策”，男女老少一律锁闭屋内，纵火焚烧，杀害百姓。:125:176-192

## 义士陵修建

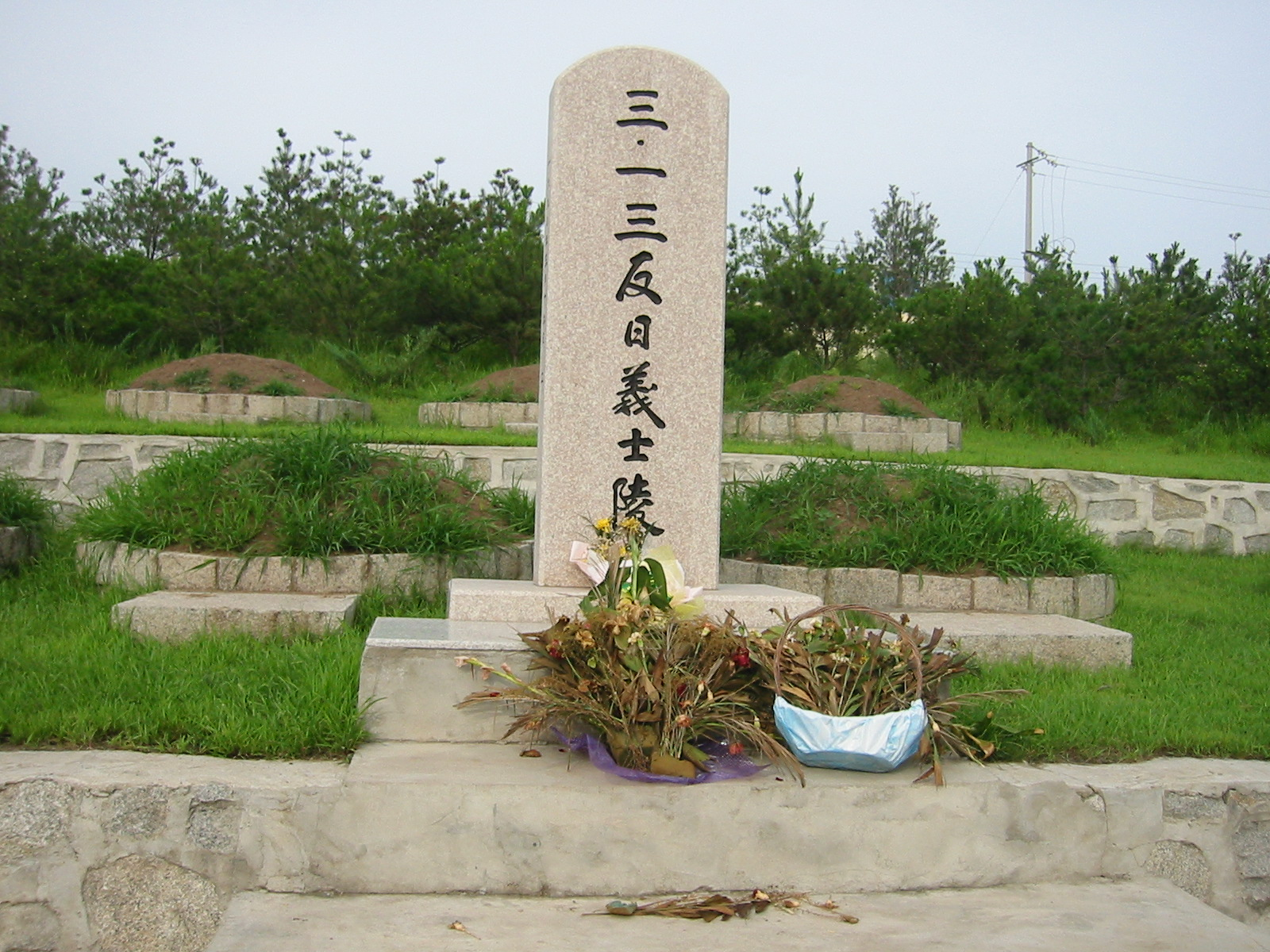
三・一三反日義士陵

3·13义士陵曾一直无人问津，置于公墓一隅。1989年3月3日，韩国东亚日报社文化部部长林然喆访问龙井，并举行了有关3·13义士的座谈会，引起龙井各界的注意。同年10月，韩国仁荷大学尹炳奭教授访问龙井，与龙井对外经济文化交流会长崔根甲探讨修缮3·13义士墓，得到重视。1990年4月10日，龙井市文物管理人员、延边博物馆、延边大学历史系专家和学者在方昌和等几位老人的带领下在合成里公墓指认了“万岁陵墓”（老人们将安葬为喊“独立万岁”而牺牲的3·13义士陵为“万岁陵墓”）。:126-127
1990年5月19日，龙井市召开了3·13义士陵修复及殉难义士追悼大会，并树立了铭刻“3·13反日义士陵”的大型木碑。当日《龙井3·13反日义士陵专集》出版。1994年4月，韩国京畿道礼州郡福祉会许正男会长出资赞助制作了2米高的花岗岩石碑。1996年4月起，龙井市在韩国各界人士的资助下对义士陵进行了大规模的修缮，2003年又对陵墓做了第二次圣域化修缮。:127-128

## 纪念
1999年3月13日，龙井市召开了3·13反日运动80周年纪念大会，并举办了学术讨论会。延边人民出版社对15名国内外学术的论文整理成《龙井3·13反日运动80周年纪念文集》出版。之后，每年的3月13日，龙井和延边各地都举行各式的纪念活动。此外，龙井市也开始为瑞甸大野、瑞甸书塾、明东学校、15万日元夺取事件、獐岩洞惨案、金跃渊、龙井恩真中学、5·30暴动活动等9个遗址树立纪念碑。:128-129